# Élections générales sud-africaines de 1974
Les élections générales sud-africaines du 24 avril 1974 ont été marquées par la 7e victoire consécutive du parti national et la deuxième  victoire de John Vorster en tant que premier ministre d'Afrique du Sud. 
Il s'agit de la deuxième élection à La chambre de l'assemblée du parlement de 171 membres où la totalité des électeurs et des élus sont issus de la population blanche d'Afrique du Sud depuis la fin du mandat en 1970 des quatre députés représentant l'électorat coloured de la province du Cap.

## Mode de scrutin
En application du South Africa Act modifié et de la nouvelle loi constitutionnelle de 1961, seuls les blancs âgés de plus de 18 ans émargent sur les listes électorales. Plus aucune population de la communauté coloured ne participe à ces élections depuis la création du conseil représentatif des personnes de couleurs (1969-1970). 
Le mode de scrutin, appliqué depuis la formation de l'Union d'Afrique du Sud en 1910, reste celui du scrutin uninominal majoritaire à un tour par circonscriptions.

## Forces politiques en présence à la veille des élections
Le Parti national est au pouvoir depuis les élections de 1948. Il est dirigé par John Vorster depuis septembre 1966.  
Son opposition parlementaire est toujours scindée en deux groupes avec d'un côté le parti uni (UP) et de l'autre côté le parti progressiste. Le parti national fait également face à une dissidence conservatrice, le parti national reconstitué mené par Albert Hertzog, et à une petite dissidence de centre-gauche, le parti démocratique dirigé par l'ancien ministre de l'intérieur, Theo Gerdener. 

## Contexte électoral
Ces nouvelles élections interviennent un an avant le terme de la 15e législature. Elles ont été organisées à l’initiative du gouvernement prétextant la montée des tensions et des hostilités envers l'Afrique du Sud au niveau international. En 1974, l'Afrique du Sud fait face à de fortes contestations sur la scène régionale et internationale. Son glacis protecteur constitué de la Rhodésie, du Sud-Ouest africain et des colonies portugaises d'Angola et du Mozambique est en proie à de vives tensions politiques et raciales. Les colonies portugaises sont d'ailleurs en pleine guerre de libération nationale. 
Il s'agit aussi pour le gouvernement de profiter de la crise interne qui sévit au sein du parti uni entre son aile conservatrice et son aile libérale. Au Transvaal, la branche régionale du parti uni a été ainsi le théâtre d'une violente lutte interne de pouvoir entre son chef local, le conservateur Marais Steyn, et le réformiste Harry Schwarz. Elle s'est soldée par la victoire de Schwarz, la démission de Steyn et son ralliement au parti national en septembre 1973. Schwarz décide alors de se présenter dans la circonscription de Yeoville, qui était celle de Steyn, lors des élections de 1974. 
L'opposition extra-parlementaire, telle que le congrès national africain, survit en exil ou dans la clandestinité. 
Sur les 334 candidats qui se présentent pour tenter de ravir l'un des 171 sièges (réservés au vote des blancs), 137 sont présentés par le parti national, 110 par le parti uni, 46 par le parti national reconstitué, 23 par le parti progressiste, 7 par le parti démocratique et 11 se présentent en tant que candidats indépendants. Dans 43 circonscriptions, le candidat seul en lice est automatiquement élu, faute de contestataire. 
Le programme du parti national est axé sur la poursuite de la politique de développement séparé tout comme le programme du parti uni qui propose également l'établissement d'une république fédérale en Afrique du Sud permettant un partage progressif du pouvoir avec des représentants de la majorité noire de la population. Le parti démocratique préconise pour sa part la constitution d'une Afrique du Sud confédérale avec deux états ethniques, l'un pour les noirs et l'autre pour les blancs, les métis et les indiens. Il vise notamment à supprimer toute discrimination entre les blancs, les métis et les indiens et leur intégration totale dans un même groupe racial. Si le parti national reconstitué milite pour l’établissement d'une république afrikaans et calviniste, le parti progressiste est au contraire partisan d'un état libéral respectueux des droits individuels. Il est le seul à se prononcer contre l'apartheid et contre toute autre politique de développement séparé entre les populations blanches et de couleurs.

## Résultats
Si le Parti National regagne cinq sièges, l'évènement majeur de ces élections est la progression en voix et surtout en siège du parti progressiste. Après avoir été seule au parlement pendant 13 ans, Helen Suzman est rejointe par 6 nouveaux élus dont Colin Eglin. Un septième élu les rejoindra un an plus tard à l'issue d'une élection partielle. 
Cette élection marque le début de la fin du parti uni, tiraillée entre ses deux ailes et principale victime électorale de la progression du parti progressiste. Dans la circonscription de Yeoville, Harry Schwarz, le nouveau chef régional du parti uni, remporte l'ancien siège de Marais Steyn. Dix mois plus tard, Schwarz quitte sa formation politique pour fonder le parti réformiste avec 4 autres députés du parti uni.
Le parti national reconstitué d'Hertzog n'obtient aucun élu. Les candidats indépendants ont rassemblé pour leur part 0,4% des voix. 
Au Sénat, les élections organisées le 30 mai donnent 32 élus au parti national et 12 au parti uni.